# Комиссаров, Николай Валерианович
Никола́й Валериа́нович Комисса́ров (5 [17] января 1890, Санкт-Петербург, — 30 сентября 1957, Одесса) — советский актёр театра и кино. Народный артист УССР (1946). Лауреат двух Сталинских премий первой степени (1951, 1952).

## Биография
Родился в Санкт-Петербурге. В 1908 году окончил Петербургское коммерческое училище. Служил в Киевской конторе Госбанка, одновременно выступал на любительской сцене и в труппе П. П. Струйского.
На профессиональной сцене актёр выступал с 1920 года. Служил в театрах Киева, Старого Оскола и Кременчуга. В 1925—1927 годах выступал на сцене Ленинградского театра комедии, затем служил в театрах Дальнего Востока и Ярославля. В 1934—1945 годы был актёром и режиссёром Одесского русского драматического театра. В 1946 году был принят в труппу Малого театра.
В кинематографе Комиссаров дебютировал в 1927 году, снявшись в немом фильме В. Р. Гардина Кастусь Калиновский.
Умер 30 сентября 1957 года в Одессе. Похоронен в Москве на Введенском кладбище (участок № 11).

## Творчество

### Роли в театре
Малый театр
- 1946 — «Горе от ума» А. С. Грибоедова — Павел Афанасьевич Фамусов
- 1948 — «Доходное место» А. Н. Островского — Аристарх Владимирович Вышневский
- 1948 — «Минувшие годы» Н. Ф. Погодина — Трабский
- 1949 — «Заговор обречённых» Н. Е. Вирты — Иоаким Пино
- 1949 — «Дети Ванюшина» С. А. Найдёнова — Ванюшин
- 1951 — «Живой труп» Л. Н. Толстого — князь Сергей Дмитриевич Абрезков

### Фильмография
- 1927 — Кастусь Калиновский — Ясь Руденок
- 1938 — Кармелюк — князь Туманов
- 1939 — Моряки — адмирал
- 1939 — Щорс — немецкий генерал
- 1940 — Морской ястреб — капитан иностранного судна
- 1941 — Боксёры — руководитель Новиков
- 1941 — Таинственный остров — капитан Немо
- 1941 — Дочь моряка — начальник пароходства
- 1942 — Боевой киносборник № 9 — отец (новелла «Синие скалы»)
- 1943 — Лермонтов — А. Х. Бенкендорф
- 1944 — Человек № 217 — отец Тани
- 1949 — Сталинградская битва — Кейтель
- 1950 — Секретная миссия — сенатор Аллан
- 1950 — Кавалер Золотой Звезды — Фёдор Лукич Хохлаков
- 1951 — Незабываемый 1919 год — генерал Неклюдов
- 1951 — Пржевальский — П. П. Семёнов-Тян-Шанский
- 1953 — Чук и Гек — сторож Петрович
- 1954 — Чемпион мира — дед Тимофей
- 1956 — Крылья — Дремлюга
- 1956 — Пролог — Царский управляющий
- 1956 — Таланты и поклонники — князь Ираклий Стратонович Дулебов
- 1956 — Убийство на улице Данте — Ипполит
- 1957 — Поединок — полковник Шульгович
- 1957 — Они встретились в пути — профессор

## Награды и премии
- заслуженный артист УССР (1940)
- народный артист УССР (1946)
- Сталинская премия первой степени (1951) — за исполнение роли сенатора Аллана в фильме «Секретная миссия» (1950)
- Сталинская премия первой степени (1952) — за исполнение роли Хохлакова в фильме «Кавалер Золотой Звезды» (1950)
- орден Трудового Красного Знамени (26.10.1949)